# 香月夕花
香月 夕花（かつき ゆか、1973年7月23日 -）は、日本の小説家、推理作家。

## 経歴・人物
大阪府出身。京都大学工学部を卒業する。2013年、短編「水に立つ人」で文藝春秋が主催する第93回オール讀物新人賞を受賞する（選考委員：宇江佐真理、佐々木譲、白石一文、乃南アサ、森絵都）。2016年、「Anchor Me（アンカー・ミー）」で公益財団法人日本文学振興会が主催する第23回松本清張賞の最終候補となる。同年、短編集『水に立つ人』が刊行、単行本デビューを果たす。好きな作家として、永井荷風、泉鏡花を挙げている。趣味は古楽器演奏（チェンバロ）。

## 作品リスト

### 単行本
- 『水に立つ人』（2016年9月 文藝春秋）
  - 【改題】『やわらかな足で人魚は』（2021年3月 文春文庫）[7]
- 『永遠の詩』（2018年10月 文藝春秋）
- 『昨日壊れはじめた世界で』（2020年5月 新潮社）
- 『見えない星に耳を澄ませて』（2020年12月 KADOKAWA）

### 雑誌掲載短篇
- 「水に立つ人」 - 『オール讀物』2013年11月号
- 「岸辺で私は歌を待つ」 - 『オール讀物』2014年11月号
- 「彼女の海に沈む」 - 『オール讀物』2015年4月号
- 「水風船の壊れる朝に」 - 『オール讀物』2016年3月号
- 「左手のルロイ」 - 『小説すばる』2017年8月号
- 「夕べの星」 - 『小説すばる』2018年4月号
- 「硝子越しの要求」 - 『オール讀物』2018年11月号
- 「昨日壊れ始めた世界で」 - 『小説新潮』2019年1月号
- 「十三階段の夢」 - 『小説新潮』2019年3月号
- 「私の王様」 - 『小説新潮』2019年6月号
- 「あの空の青は」 - 『小説新潮』2019年8月号
- 「まだ壊れていない世界の縁で」 - 『小説新潮』2019年11月号
- 「薔薇なんてどこにも」 - 『小説 野性時代』2020年11月号
- 「優しい嘘をまとう人」 - 『オール讀物』2021年11月号
- 「あの光」 - 『小説すばる』2022年3月号より連載中